# Сводница (Вермеер)
«Сводница» — картина нидерландского художника Яна Вермеера, написанная им в возрасте 24 лет, в 1656 году. Первая работа художника в жанровой живописи, изображающая сцену из повседневной жизни, возможно, в публичном доме, и отличающаяся от ранних работ на библейские и мифологические темы. Одна из трёх картин, подписанная и датированная Вермеером (кроме «Астронома» и «Географа»).

## Описание
Название картины, по-видимому, относится к хитро улыбающейся женщине в чёрном одеянии монахини. Человек слева от неё, в чёрном берете, дублете с прорезями, со стаканом пива в одной руке и цистрой в другой, был идентифицирован как сам автор картины. Его внешний вид имеет заметное сходство с персонажем другой работы Вермеера — «Мастерская художника». Солдат в красном камзоле, держащий молодую женщину за грудь, бросает монету в её протянутую ладонь.
Объёмный кувшин — образец вестервальдской керамики — стоит на переброшенном через балюстраду килиме с колоритным орнаментом. Этот восточный ковёр, возможно, привезённый из Ушака, занимает добрую треть картины. Накинутый на него чёрный плащ с пятью пуговицами был добавлен Вермеером на последнем этапе работы над картиной.

## История
Вероятно, на Вермеера повлияли картины Герарда Терборха схожей тематики и «Сводница» Дирка ван Бабюрена (ок. 1622), принадлежавшая Марии Тинс, тёще Вермеера.
Следы картины прослеживаются до 1696 года, когда она была продана на аукционе в Амстердаме под названием «Комната с весёлой компанией». До 1741 года находилась в Вальдштейновской коллекции Дукса (ныне Духцов), после чего её приобрёл Август III, курфюрст Саксонский. В 1980 году была выставлена в Старом музее Берлина (ГДР). Нынче хранится в Дрезденской галерее.

## Материалы для рисования
Техническое исследование этой картины было проведено в 1968 году Германом Куном. Анализ пигментов показал, что Вермеер использовал свои обычные пигменты, такие как ультрамарин в синем винном кувшине и свинцово-оловянный жёлтый в куртке женщины. Он также использовал смальту в зелёных частях скатерти и на менее привычном для него зеленоватом фоне.

## Критика
Многие критики отмечали нетипичный для работ Вермеера недостаток освещения. Питер Свилленс писал в 1950 году, что если эта картина вообще принадлежит кисти Вермеера, то она демонстрирует попытку художника «нащупать» подходящую форму выражения. Эдвард Траутшольд, однако, десятью годами раньше написал, что в «Своднице» впервые и в полной форме явился темперамент 24-летнего Вермеера.
В своей довольно смелой книге «Семейные тайны Вермеера» искусствовед Бенджамин Бинсток предположил, что картина является психологическим портретом семейства художника, на которой он изобразил себя музыкантом в услужении хозяйки публичного дома, свою жену Катарину — блудницей, а брата Виллема — похотливым солдатом. По мнению Бинстока, какого-либо нравоучительного содержания эта «мрачная и тёмная» картина не несёт.